# Prestoea ensiformis
Prestoea ensiformis là loài thực vật có hoa thuộc họ Arecaceae. Loài này được (Ruiz & Pav.) H.E.Moore miêu tả khoa học đầu tiên năm 1963.